# Lista de canções gravadas por The Pussycat Dolls
A seguir se apresenta a lista das canções gravadas por The Pussycat Dolls, um grupo musical feminino norte-americano cuja discografia consiste em dois álbuns de estúdio nos quais colaboraram com vários artistas, compositores e produtores. Originalmente apenas um grupo que fazia apresentações de cabaré burlesco, as The Pussycat Dolls eventualmente transformaram-se em uma banda sob supervisão de Robin Antin e mais tarde Ron Fair, então presidente e produtor da distribuidora A&M Records. Após seleccionarem Nicole Scherzinger como a vocalista, a banda começou o seu trabalho com Fair, que foi responsável pela produção executiva de PCD (2005), o seu álbum de estreia.

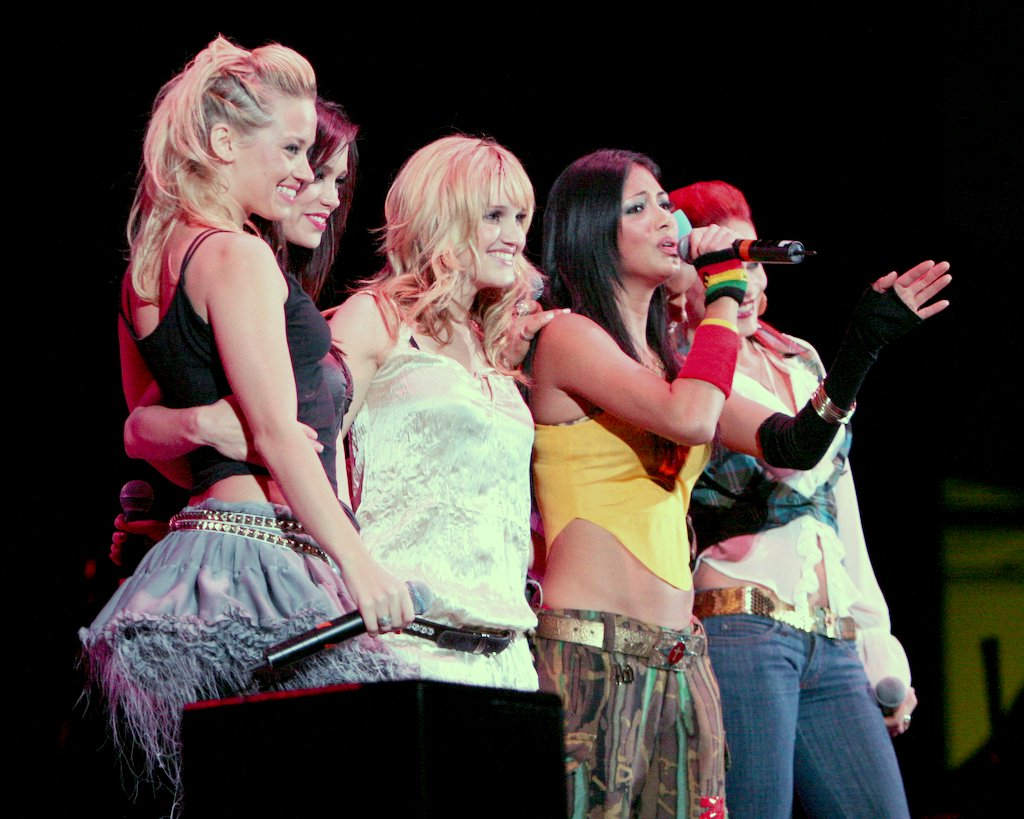
As The Pussycat Dolls em concerto em 2005. A vocalista Nicole Scherzinger (centro) é a única integrante do grupo creditada como compositora em ambos PCD (2005) e Doll Domination (2008). Mais tarde, foi creditada como artista convidada em "Jai Ho! (You Are My Destiny)" e "Hush Hush; Hush Hush.

O projecto consiste em doze canções, com a maioria produzida por Fair e Tal Herzberg, e é basicamente um álbum de música pop e R&B contemporâneo. Algumas das músicas são de outros géneros musicais, como o pós-disco. A faixa de abertura do álbum, "Don't Cha", com participação do rapper Busta Rhymes, foi co-composta pelo músico norte-americano CeeLo Green e o seu refrão foi inspirado no gancho de "Swass" (1988), canção de Sir Mix-a-Lot que, por sua vez acabou por receber crédito de co-compositor. "Beep", com participação do rapper will.i.am do grupo The Black Eyed Peas, é baseada em uma amostra do tema "Evil Woman" (1975) da Electric Light Orchestra, o que rendeu um crédito de compositor ao músico e intrumentista Jeff Lynne, integrante da orquestra. A terceira faixa, "Wait a Minute" (com participação de Timbaland), aborda "desejos luxuriantes" e sugere sexo oral. "Stickwitu" é uma balada soul que celebra um relacionamento duradouro na qual a voz de Scherzinger alcança os extremos do seu alcance vocal alto-até-soprano. Em "Buttons", o grupo canta sobre o desejo de serem despidas sobre sintetizadores inspirados em música do Oriente Médio. Uma nova versão de "Buttons" com participação do rapper Snoop Dogg foi lançada como o quarto single do álbum. Descrita como um "hino pós-disco", "I Don't Need a Man" apresenta as integrantes da banda completamente empoderadas a cantarem sobre o poder do feminismo, enquanto "How Many Times, How Many Lies", uma faixa R&B de ritmo lento, apresenta Scherzinger a lamentara sua situação amorosa. "Bite the Dust" usa  "cordas dramáticas" e foi comparada a trabalhos do grupo feminino Destiny's Child. As três músicas restantes são versões cover de canções anteriormente gravadas por artistas como Donna Summer, The Supremes e Soft Cell. A instrumentação de "Right Now" consiste em trompetes e congas. A canção seguinte é uma mistura de "Tainted Love" e "Where Did Our Love Go", tal como feito pela dupla britânica Soft Cell em 1981, que deu fama ao tema pelo uso de "elementos do synthpop". A décima segunda e última faixa, uma versão cover de "Feeling Good", foi descrita por críticos de música como uma versão "faux jazz" da original gravada por Nina Simone em 1965.
O segundo projecto da banda, Doll Domination (2008), apresentou mais 21 canções inéditas, cinco das quais cantadas por cada integrante individualmente. Em termos de composição musical, os críticos de música notaram que segue a mesma fórmula do álbum de estreia: temas auto-suficientes, letras sensuais e batidas de dança. "When I Grow Up", o tema de abertura, é uma música de R&B e electropop cujo conteúdo lírico centra no desejo da protagonista de ser famosa quando alcançar a maior idade. Nic Oliver, do portal musicOMH, opinou que a faixa "define o estilo do resto do álbum." A canção usa uma amostra do riff principal de "He's Always There", canção da banda The Yardbirds, o que rendeu ao baterista Jim McCarty e ao baixista Paul Samwell-Smith créditos como co-compositores. "Bottle Pop", a segunda colaboração da banda com Snoop Dogg, consiste em "vocais ofegantes, música electrónica divertida e insinuações sexuais." "Whatcha Think About That", com participação da rapper Missy Elliott, é um tema electropop e R&B construído por cima de um "riff de guitarra Bhangra-oso" distintivo. "I Hate This Part" é uma balada emotiva que fala sobre a conversação antes do término de um relacionamento. A sexta faixa, "Out Of This Club", com participação do músico R. Kelly e produzida por Polow da Don, é um "tema lento" construído por cima de "melodias de piano rudimentar" e uma "batida de entusiasmante contra um refrão romântico." "Who's Gonna Love You" — uma sobra do álbum não-lançado de Scherzinger, Her Name Is Nicole — foi descrita como contendo influências de Janet Jackson, bem como "o brilho dos maravilhosos anos 80." Por entre os colaboradores de Doll Domination, destacam-se Lady Gaga, Darkchild, Fernando Garibay, Kara DioGuardi, Ne-Yo, Ina Wroldsen, entre outros.
Além das canções inclusas nos seus trabalhos de estúdio, a banda gravou também temas para a banda sonora dos filmes Shark Tale (2004), Shall We Dance? (2004) e Confessions of a Shopaholic (2008), além de ter participado de uma colaboração com a banda New Kids on the Block em 2008. Em 2009, a banda participou da canção "Jai Ho! (You Are My Destiny)", na qual Scherzinger foi creditada individualmente como artista participante, o que criou uma certa tensão entre as integrantes do grupo. O mesmo aconteceu em "Hush Hush; Hush Hush", agravando a tensão já existente, com Melody Thornton expressando a sua dissatisfação em uma das apresentações ao vivo do grupo. Em 2010, foi anunciado o desmembramento do grupo.

## Canções

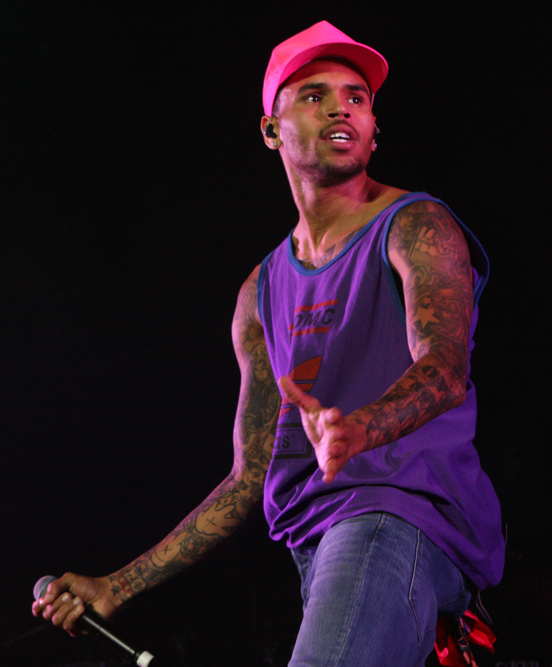
"Bad Girl", originalmente gravada como um dueto entre Rihanna e Chris Brown (imagem), co-compositor do tema, para a banda sonora de Confessions of a Shopaholic (2009), foi eventualmente substituída por uma nova versão por The Pussycat Dolls.

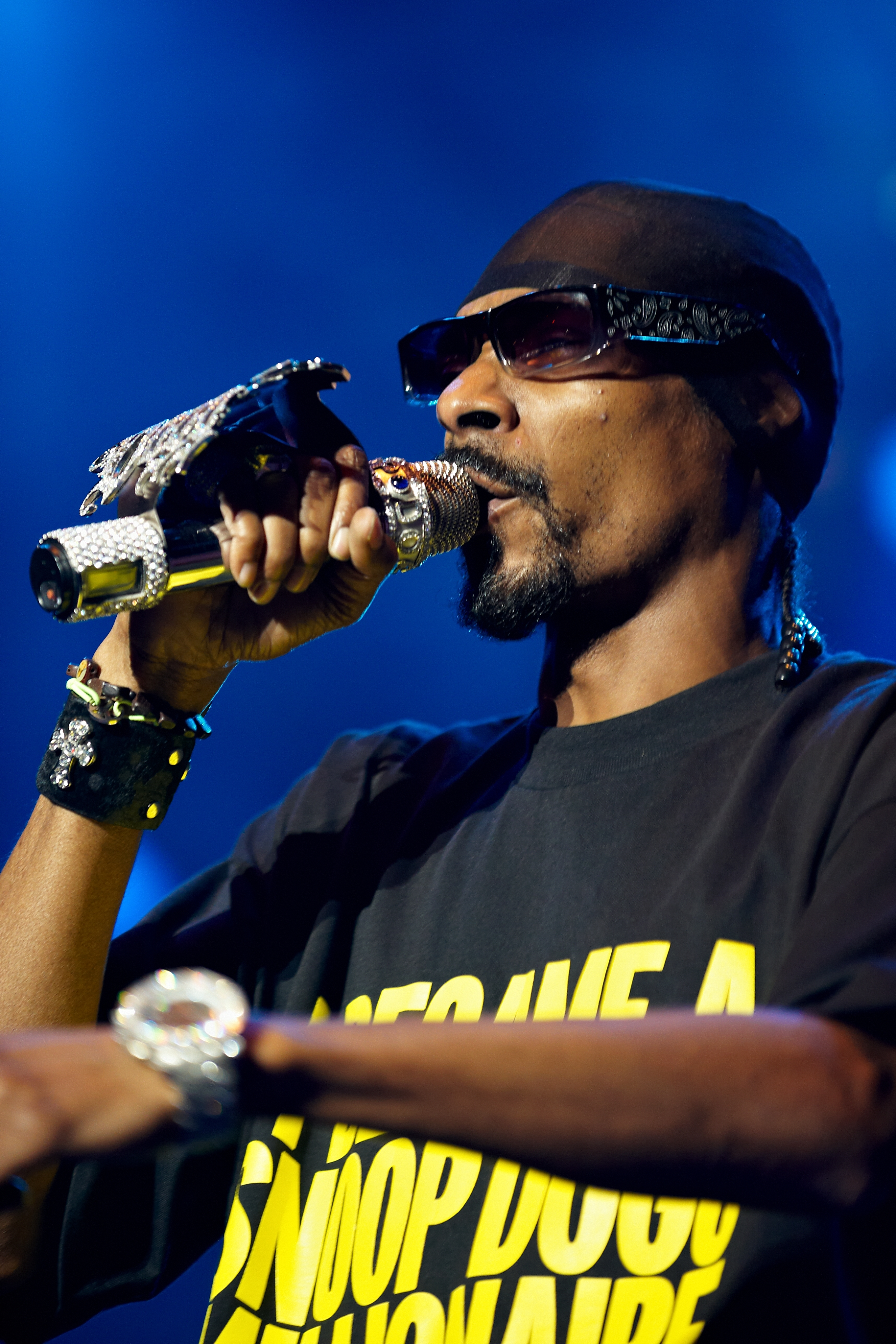
Snoop Dogg fez uma participação na versão single de "Buttons" (2005), tendo mais tarde voltado a colaborar com a banda em "Bottle Pop" (2008).

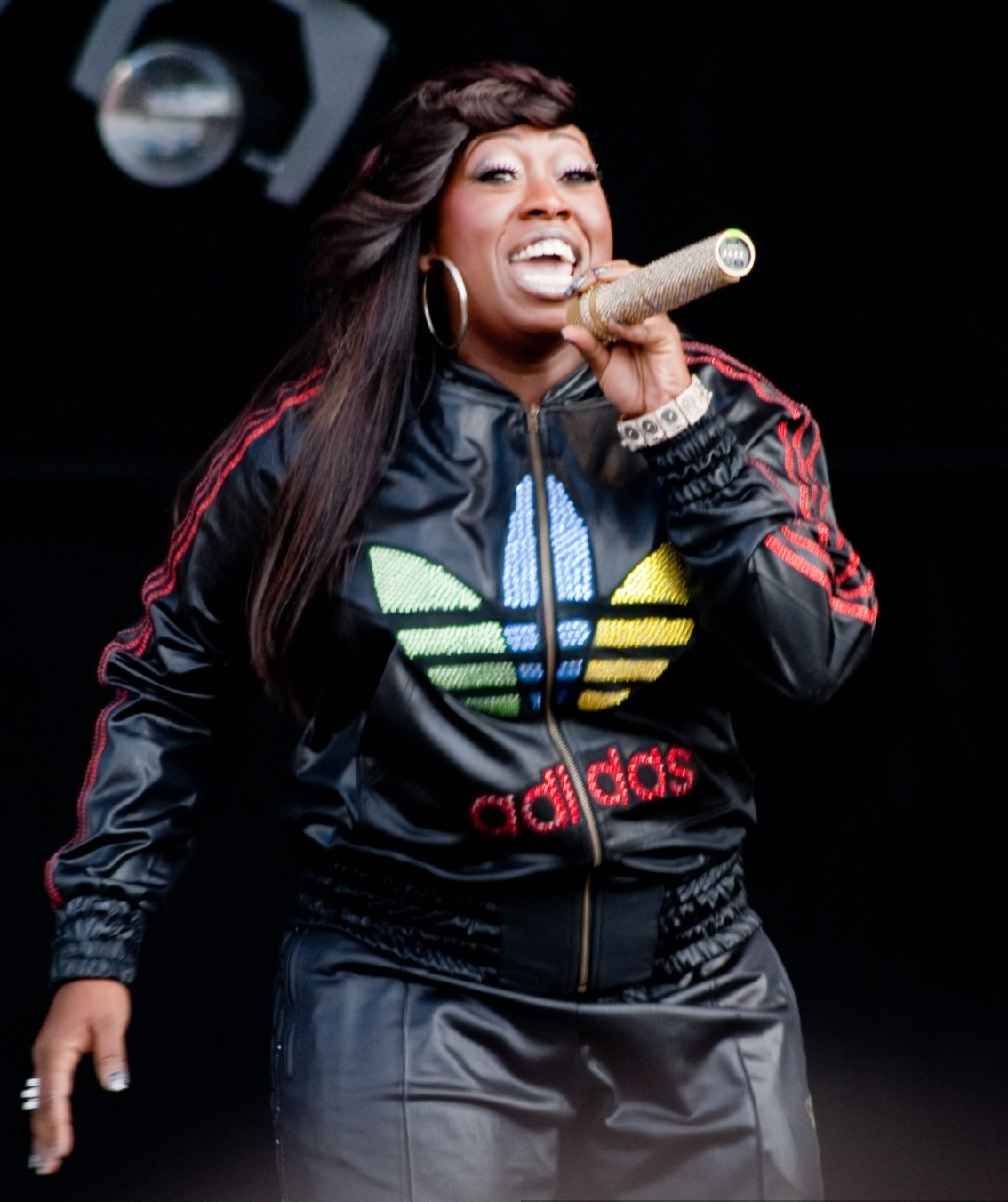
Missy Elliott fez uma participação em "Whatcha Think About That" (2008), canção na qual compôs os seus versos.

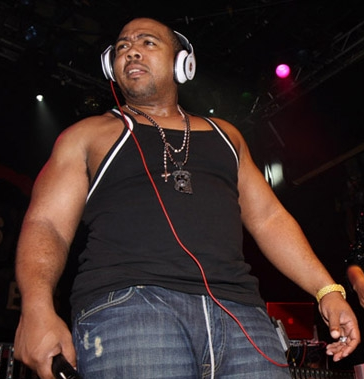
Timbaland co-escreveu cinco canções para o álbum de estreia das The Pussycat Dolls, tendo ainda feito uma participação em "Wait a Minute" (2005).

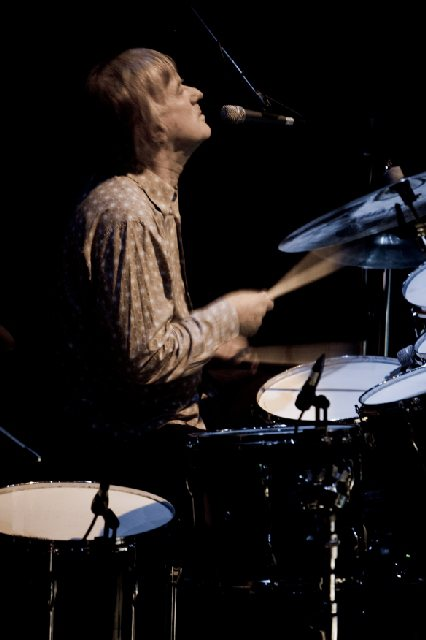
Jim McCarty, baterista da banda The Yardbirds, foi creditado como co-compositor de "When I Grow Up" devido a inclusão da amostra do riff principal de "He's Always There" (1966), canção da banda.

| Canção | Compositores | Álbum                                           | Ano  | Ref.     |
| --- | --- | ----------------------------------------------- | ---- | -------- |
| "Bad Girl"                                                                                                | Chris Brown · Darnell Dalton · Eric Florence · Ester Dean · Jamal Jones · Lamar Raynard Taylor                                                      | Confessions of a Shopaholic                     | 2009 | [ n 1 ]  |
| "Beep" (com participação de will.i.am)                                                                    | William Adams · Kara DioGuardi · Jeff Lynne | PCD                                             | 2005 | [ n 2 ]  |
| "Bite the Dust"                                                                                           | Keri Hilson · Kwamé Holland | PCD                                             | 2005 | [ 3 ]    |
| "Bottle Pop" (com participação de Snoop Dogg)                                                             | Sean Garrett · Fernando Garibay · Nicole Scherzinger                                                                                                | Doll Domination                                 | 2008 | [ 4 ]    |
| "Buttons"                                                                                                 | Sean Garrett · Jamal Jones · Jason Perry · Nicole Scherzinger                                                                                       | PCD                                             | 2005 | [ 3 ]    |
| "Buttons" (Final Edit Version) (com participação de Snoop Dogg)                                           | Jamal Jones · Jason Perry · Nicole Scherzinger · Calvin Broadus                                                                                     | PCD: Tour Edition                               | 2005 | [ 34 ]   |
| "Don't Cha" (com participação de Busta Rhymes)                                                            | Thomas Callaway · Trevor Smith · Anthony Ray | PCD                                             | 2005 | [ n 3 ]  |
| "Don't Cha" (More Booty Remix) (com participação de Busta Rhymes)                                         | Thomas Callaway · Trevor Smith · Anthony Ray | PCD: Tour Edition                               | 2006 | [ n 3 ]  |
| "Elevator"                                                                                                | Rodney Jerkins · Crystal Nicole Johnson · Stefani Germanotta                                                                                        | Doll Domination                                 | 2008 | [ 4 ]    |
| "Feeling Good"                                                                                            | Leslie Bricusse · Anthony Newley | PCD                                             | 2005 | [ 3 ]    |
| "Flirt"                                                                                                   | Kara DioGuardi · Nicole Scherzinger · Greg Wells | PCD                                             | 2005 | [ 3 ]    |
| "Grown Man" (New Kids on the Block com participação de The Pussycat Dolls e Teddy Riley)                  | Adida Kavarro · Allen Toussaint · Don Covay · Deja Riley · Richard Stanard · Tyler Thurmond                                                         | The Block                                       | 2008 | [ 35 ]   |
| "Halo" | Timothy Mosley · Jerome Harmon · Ezekiel Lewis · Balewa Muhammad · Candice Nelson · Patrick "J.Que" Smith                                           | Doll Domination                                 | 2008 | [ 4 ]    |
| "Happily Never After"                                                                                     | Shaffer Smith · Shea Taylor | Doll Domination                                 | 2008 | [ 4 ]    |
| "Hot Stuff (I Want You Back)"                                                                             | Pete Bellotte · Harold Faltermeyer · Keith Forsey · Siobhan Fahey · Clare Kenny · Steven Gallifent · Will Blanchard                                 | PCD                                             | 2005 | [ n 4 ]  |
| "How Many Times, How Many Lies"                                                                           | Diane Warren | PCD                                             | 2005 | [ 3 ]    |
| "Hush Hush"                                                                                               | Andreas Romdhane · Josef Larossi · Ina Wroldsen · Nicole Scherzinger                                                                                | Doll Domination                                 | 2008 | [ 4 ]    |
| "Hush Hush; Hush Hush" (com participação de Nicole Scherzinger)                                           | Andreas Romdhane · Josef Larossi · Ina Wroldsen · Nicole Scherzinger · Dino Fekaris · Frederik Perren                                               | Doll Domination                                 | 2008 | [ n 5 ]  |
| "I Don't Need a Man"                                                                                      | Rich Harrison · Nicole Scherzinger · Kara DioGuardi                                                                                                 | PCD                                             | 2005 | [ n 6 ]  |
| "I Hate This Part"                                                                                        | Wayne Hector · Lucas Secon · Jonas Jeberg · Mich Hansen                                                                                             | Doll Domination                                 | 2008 | [ 4 ]    |
| "In Person"                                                                                               | Timothy Mosley · Jerome Harmon · Ezekiel Lewis · Balewa Muhammad · Patrick "J.Que" Smith · Candice Nelson                                           | Doll Domination                                 | 2008 | [ 4 ]    |
| "I'm Done"                                                                                                | Stefanie Ridel · Tommy James · Ashlynne Huff | Doll Domination                                 | 2008 | [ 4 ]    |
| "Jai Ho! (You Are My Destiny)" (A. R. Rahman e The Pussycat Dolls com participação de Nicole Scherzinger) | Nicole Scherzinger · Ester Dean · Ron Fair · Evan Bogart · Erika Nuri · David Quiñones · Nailah Thorbourne · Nyanda Thorbourne · Candace Thorbourne | Doll Domination                                 | 2008 | [ 4 ]    |
| "Lights, Camera, Action" (com participação de New Kids on the Block)                                      | Jamal Jones · Brian Kennedy · Cornell Haynes · Jasper Cameron · Lloyd Politte                                                                       | Doll Domination                                 | 2008 | [ 4 ]    |
| "Love the Way You Love Me"                                                                                | Chauncey Hollis · Jesse Woodard · Kara DioGuardi · Kasia Livingston                                                                                 | Doll Domination                                 | 2008 | [ 4 ]    |
| "Magic"                                                                                                   | Timothy Mosley · Jerome Harmon · Ezekiel Lewis · Balewa Muhammad · Candice Nelson · Patrick "J.Que" Smith                                           | Doll Domination                                 | 2008 | [ 4 ]    |
| "Out of This Club" (com participação de R. Kelly e Polow da Don)                                          | Robert Kelly · Jamal Jones | Doll Domination                                 | 2008 | [ 4 ]    |
| "Painted Windows"                                                                                         | Rodney Jerkins · Osinachi Nwaneri · Kaleena Harper · Crystal Nicole Johnson                                                                         | Doll Domination                                 | 2008 | [ 4 ]    |
| "Perhaps, Perhaps, Perhaps"                                                                               | Osvaldo Farrés · Joe Davis | Doll Domination                                 | 2008 | [ 4 ]    |
| "Right Now"                                                                                               | Herbie Mann (música) · Carl Sigman (letras) | PCD                                             | 2005 | [ 3 ]    |
| "Right Now" (NBA Version)                                                                                 | Herbie Mann (música) · Carl Sigman (letras) | Lançamento apenas promocional                   | 2005 | [ n 7 ]  |
| "Santa Baby"                                                                                              | Joan Javits · Philip Springer · Tony Springer | Now That's What I Call Christmas! 3 "Stickwitu" | 2006 | [ n 8 ]  |
| "Show Me What You Got (Interlude)"                                                                        | Nicole Scherzinger · Jamal Jones | Pussycat Dolls: Live from London                | 2006 | [ 38 ]   |
| "Space"                                                                                                   | Andrew Frampton · Jack Kugelln · Jamie Jones · Jason Pennock                                                                                        | Doll Domination                                 | 2008 | [ 4 ]    |
| "Stickwitu"                                                                                               | Franne Golde · Kasia Livingston · Robert Palmer | PCD                                             | 2005 | [ 3 ]    |
| "Stickwitu" (Avant Remix) (com participação de Avant)                                                     | Franne Golde · Kasia Livingston · Robert Palmer | PCD: Tour Edition                               | 2006 | [ 34 ]   |
| "Sway" | Pablo Beltran Ruiz · Norman Gimbel | Shall We Dance?                                 | 2004 | [ n 9 ]  |
| "Tainted Love / Where Did Our Love Go"                                                                    | Leslie Bricusse · Anthony Newley · Lamont Dozier · Eddie Holland                                                                                    | PCD                                             | 2005 | [ n 10 ] |
| "Takin' Over the World"                                                                                   | Jesse Woodard · Tiffany Gouche · Davion Faris · Danniel Farris · Myles Sims · Emmanuell Chisolm · Daniel Groover                                    | Doll Domination                                 | 2008 | [ 4 ]    |
| "Top of the World"                                                                                        | Evan Bogart · Erika Nuri · David Quiñones · Calvin Cenon                                                                                            | Doll Domination                                 | 2008 | [ 4 ]    |
| "Wait a Minute"                                                                                           | Timothy Mosley · Keri Hilson | PCD                                             | 2005 | [ 3 ]    |
| "We Went as Far as We Felt Like Going"                                                                    | Bob Crewe · Kenny Nolan · Harold Clayton · Sigidi                                                                                                   | Shark Tale "I Don't Need a Man"                 | 2004 | [ n 11 ] |
| "Whatchamacallit"                                                                                         | Timothy Mosley · Jerome Harmon · Ezekiel Lewis · Balewa Muhammad · Candice Nelson · Patrick "J.Que" Smith                                           | Doll Domination                                 | 2008 | [ 4 ]    |
| "Whatcha Think About That" (com participação de Missy Elliott)                                            | Jamal Jones · Ester Dean · Melissa Elliott · Mickael Furnon                                                                                         | Doll Domination                                 | 2008 | [ n 12 ] |
| "When I Grow Up"                                                                                          | Rodney Jerkins · Theron Thomas · Timothy Thomas · Jim McCarty · Paul Samwell-Smith                                                                  | Doll Domination                                 | 2008 | [ n 13 ] |
| "Who's Gonna Love You"                                                                                    | Nicole Scherzinger · Jamal Jones · Kara DioGuardi                                                                                                   | Doll Domination                                 | 2008 | [ 4 ]    |

1. ↑  "Bad Girl" foi originalmente gravada como um dueto entre Rihanna e Chris Brown, co-compositor do tema, para a banda sonora do filme Confessions of a Shopaholic (2009), todavia, foi eventualmente substituída por uma nova versão gravada pelas The Pussycat Dolls.[32][33]
2. ↑  "Beep" é baseada em uma amostra do tema "Evil Woman" (1975) da Electric Light Orchestra, o que rendeu um crédito de compositor ao músico e intrumentista Jeff Lynne, integrante da orquestra.[3]
3. 1 2  O refrão de "Don't Cha" foi inspirado no gancho de "Swass" (1988), canção de Sir Mix-a-Lot que, por sua vez, acabou por receber crédito de co-compositor.[8][9]
4. ↑  "Hot Stuff (I Want You Back)" usa o instrumental de "Bitter Pill" de Siobhan Fahey, e contém uma amostra do refrão de "Hot Stuff" (1979), composta por Pete Bellotte, Harold Faltermeyer e Keith Forsey e gravada por Donna Summer.[3]
5. ↑  Na América do Norte, "Hush Hush; Hush Hush" foi lançado como um single de The Pussycat Dolls com participação de Nicole Scherzinger.[4]
6. ↑  "I Don't Need a Man" contém uma amostra de "Asafo Beesuon", por C. K. Mann.[3]
7. ↑  Em 2006, uma nova versão de "Right Now" com letras ligeiramente diferentes foi gravada e usada como tema de abertura alternativo do programa de televisão NBA on ABC. Esta versão, embora creditada como uma canção das The Pussycat Dolls, foi inteiramente cantada por Nicole Nicole Scherzinger.[36]
8. ↑  "Santa Baby" é uma versão cover de um clássico de natal homónimo composto por Joan Javits, Philip Springer, e Tony Springer.[37]
9. ↑  "Sway" é uma versão cover do tema homónimo composto por Pablo Beltran Ruiz e Norman Gimbel e gravado pelas The Pussycat Dolls para a banda sonora do filme Shall We Dance? (2004). Foi mais tarde incluso como uma faixa bónus de PCD (2005).[39]
10. ↑  Esta é uma mistura de "Tainted Love" e "Where Did Our Love Go" tal como feito pela dupla britânica Soft Cell em 1981, que deu fama ao tema pelo uso de "elementos do synthpop".[3][15]
11. ↑  "We Went as Far as We Felt Like Going" é uma versão cover de "Far as We Felt Like Goin'", co-composta por Bob Crewe e gravada por Labelle que, por sua vez, contém uma amostra de "Take Your Time (Do It Right)" (1980), composta por Harold Clayton e Sigidi e gravada por The S.O.S. Band.[28]
12. ↑  "Whatcha Think About That" contém uma amostra de "Je M'appelle Jane", composta por Mickael Furnon e gravada por Jane Birkin.[4]
13. ↑  "When I Grow Up" usa uma amostra do riff principal de "He's Always There", canção da banda The Yardbirds, o que rendeu ao baterista Jim McCarty e ao baixista Paul Samwell-Smith créditos como co-compositores.[4]